# Tush
Tush (ocenzurowany tytuł Push) – singiel amerykańskiego rapera Ghostface Killah członka Wu-Tang Clan z gościnnym udziałem Missy Elliott promujący album The Pretty Toney Album.

## Lista utworów
Opracowano na podstawie źródła.
1. Tush (Radio)
2. Tush (Super Clean)
3. Tush (LP)
4. Tush (Instrumental)

## Użyte sample
- "Naked Truth" w wykonaniu The Best of Both Worlds.